# Ibrahim 'Abd Allah al-Sowayel
Ibrahim 'Abd Allah al-Sowayel fue un diplomático saudí.
- Ibrahim 'Abd Allah al-Sowayel fue hijo de Noura y Abdullah Sowayel.
- En 1942 fue profesor de literatura árabe en Meca.
- De 1943 a 1952 fue primer secretario de legación en El Cairo
- De  1952 a 1955 fue encargado de negocios en Beirut.
- En 1956 fue ministro de asuntos exteriores adjunto.
- De 1957 a 1960 fue embajador en Bagdad (Irak).
- Del 22 de diciembre de 1960 al 16 de marzo de 1962 fue ministro de asuntos Exteriores.
- De abril a septiembre de 1962 encabezó la rama política del Diván (institución) real y fue consejero especial al rey con rango de ministro.
- De octubre de 1962 a agosto de 1964 fue ministro de agricultura.
- Del 28 de agosto de 1964/18 de septiembre de 1964 a 21 de noviembre de 1975 fue embajador en Washington D. C. con coacreditación en la Ciudad de México..
- El 21 de noviembre de 1975 Jalid bin Abdelaziz lo llamó a Riad como consejero.[1]